# Ștrumpfii 2
Ștrumpfii 2 (în engleză The Smurfs 2) este un film 3D de animație din anul 2013. Povestirea se bazează pe personajele create de autorul belgian de benzi desenate Peyo. Este continuarea blockbuster-ului din anul 2011 Ștrumpfii, produs de Columbia Pictures, Sony Pictures Animation, The Kerner Entertainment Company și Hemisphere Media Capital și distribuit de Sony Pictures Releasing.
Filmul este regizat de Raja Gosnell și produs de Jordan Kerner. Scenariul este semnat de J. David Stem, David N. Weiss, Jay Scherick, David Ronn și Karey Kirkpatrick, după o povestire de J. David Stem, David N. Weiss, Jay Scherick și David Ronn. Filmul aduce audienței un generic nou de voci atât în varianta originală, cât și în limba română de această dată. Noua distribuție îi aduce laolaltă pe Christina Ricci și J. B. Smoove cele două obrăznicături create de Gargamel, dar și pe Brendan Gleeson în rolul tatălui lui Patrick Winslow. Filmul are lansarea oficială pe 31 iulie 2013 și pe 23 august în România. Al treilea film din serie are premiera prestabilită pe 24 iulie 2015. Acesta este ultimul film al lui Jonathan Winters după moartea sa la 11 aprilie 2013. Premiera românească a avut loc pe 23 august 2013, în 3D, varianta subtitrată și dublată, fiind distribuit de InterCom Film Distribution.

## Acțiune
Gargamel creează niște ființe care seamănă cu ștrumpfii, dar care sunt rele și se numesc Obraznicii: Vexy (Christina Ricci/Delia Matache) și Hackus (J.B. Smoove). El speră ca aceștia să-l ajute să obțină controlul asupra poțiunii magice a ștrumpfilor. Dar când află că numai un ștrumpf adevărat poate să-i dea ceea ce-ți dorește și că numai Ștrumpfița (Katy Perry/Andreea Bibiri), poate să-i transforme prin magie pe obraznici în ștrumpfi adevărați, Gargamel o răpește pe Ștrumpfiță și o duce în capitala Franței, Paris, unde, datorită adorației a milioane de parizieni, el dobândise reputația de cel mai mare vrăjitor, și unde obrăznicăturile o vor învăța pe ștrumpfiță să fie una de-a lor. Acolo, cu ajutorul esenței magice de ștrumpfi, Gargamel speră să poată utiliza Turnul Eiffel pe post de antentă- generator electric pentru a se întoarce acasă. Numai Papa, Clumsy, Grouchy și Vanity pot să revină în lumea oamenilor ca să-i găsească pe prietenii lor, Patrick și Grace Winslow, pentru ca împreună s-o salveze pe Ștrumpfiță! Oare Ștrumpfița, care a fost întotdeauna cam diferită față de ceilalți ștrumpfi, va lega o relație cu obrăznicăturile Vexy și Hackus, sau ștrumpfii vor reuși s-o convingă de faptul că numai dragostea lor este cu adevărat albastră?

## Personaje și voci

### Actorii din live-action
- Hank Azaria -Gargamel
- Neil Patrick Harris -Patrick "Pat" Winslow
- Brendan Gleeson -Victor Doyle, tatăl vitreg al lui Patrick
- Jayma Mays -Grace Winslow, soția lui Patrick
- Nancy O'Dell - Nancy O'Dell, o prezentare de televiziune[10]

### Actorii
- Katy Perry -Smurfette/Ștrumpfița
- Jonathan Winters -Papa Smurf/Papa Ștrumpf
- Fred Armisen -Brainy Smurf/Istețul
- Alan Cumming as Gutsy Smurf/Curajosul
- Anton Yelchin as Clumsy Smurf/Bleguțul
- George Lopez as Grouchy Smurf/Țâfnosul
- John Oliver -Vanity Smurf/Cochetul
- Christina Ricci -Vexy, o ștrumpfiță deșteaptă și neascultătoarea,unul dintre "Obraznici"/"Naughty"
- J. B. Smoove -Hackus, un simpatic și amuzant ștrumpf,unul dintre "Obraznici"/"Naughty"
- Mario Lopez -Social Smurf/Prietenosul[11]
- Jimmy Kimmel -Passive Aggressive Smurf/Pasiv Agresivul[12]
- Kevin Lee -Party Planner/Organizatorul Smurf

## Producție
Pe 9 august, Sony Pictures Animation a anunțat o continuare ce va fi lansată pe 2 august 2013, dar care a fost restabilită pe 13 iulie 2013 (la doi ani și două zile, după lansarea predecesorului ei). Regizorul Raja Gosnell și producătorul Jordan Kerner vor reveni la pupitrul producției animației. Katy Perry a confirmat la 2012 Kids' Choice Awards că va reveni în rolul Ștrumpfiței. Sony a început să lucreze la această continuare din 2011, cu scenariștii J. David Stem, David N. Weiss, Jay Scherick și David Ronn. La finele lunii August 2011, prima schiță a scenariului era definitivată. Dublele s-au tras la Montreal, Canada. Pe 26 aprilie 2012, Sony a anunțat că filmul este în producție. De asemenea, filmul a marcat și ultima apariție a lui Jonathan Winters; acesta a interpretat vocea lui Papa Ștrumpf în seria Ștrumpfii din anii 80' , dar și în primul film, iar acum și în sequel. După ce a terminat să dubleze vocea personajului, Winters moare la 11 aprilie 2013.
Pe 11 iulie 2013, a fost anunțat faptul că Sofia Vergara nu va mai face parte din distribuția celui de-al doilea film cu ștrumpfi. Raja Gosnell, regizorul filmului, explică acest lucru: "A venit la Paris și a făcut o mică scenă în care apărea ca invitat-celebritate, dar, din motive clare, ce aduceau din ce în ce mai mult în echivoc acțiunea filmului, am fost nevoiți să omitem acea scenă. ... Doar a murdărit puțin lucrurile. Așadar, a fost într-adevăr o zi mai mult decât proastă pentru noi, dar ea va fi mereu o parte din familia Ștrumpfilor."

## Muzica

### Coloana sonoră
Muzică din și Inspirată din Ștrumpfii 2 este coloană sonoră a filmului care va fi lansată din Iulie 23, 2013. Britney Spears este vedeta internațională aleasă ce a înregistrat o melodie originală numită "Ooh La La",care va rula odată cu creditele de final ale filmului.

#### Track listing
| Nr. | Titlu               | Muzică                            | Lungime |  |
| 1.  | „Ooh La La”         | Britney Spears                    | 4:17    |  |
| 2.  | „Vacation”          | G.R.L.                            | 3:36    |  |
| 3.  | „Magik 2.0”         | Becky G featuring Austin Mahone   |         |  |
| 4.  | „Live It Up”        | Owl City                          |         |  |
| 5.  | „Everything Breaks” | Sophia Black                      |         |  |
| 6.  | „Forget You”        | Cady Groves                       | 3:47    |  |
| 7.  | „Hey Chica”         | Kiana Brown                       |         |  |
| 8.  | „High Life”         | Nelly Furtado featuring Ace Primo | 3:06    |  |
| 9.  | „Tutti Frutti”      | Buckwheat Zydeco                  |         |  |
| 10. | „I'm Too Smurfy”    | Right Said Fred                   |         |  |

### Score
Ștrumpfii 2 este soundtrack-ul filmului. Heitor Pereira a compus muzica originală pentru film, ce va fi făcută publică publicului din 23 iulie 2013 de către Varese Records.

#### Piesele
Toate melodiile sunt compuse de Heitor Pereira.
| Nr. | Titlu                             | Lungime |  |
| 1.  | „Smurfette's Creation”            | 1:23    |  |
| 2.  | „Smurfette, Are You OK?”          | 1:00    |  |
| 3.  | „You Belong to Gargamel”          | 0:37    |  |
| 4.  | „Gargamel Suite”                  | 1:44    |  |
| 5.  | „Azrael's Trap”                   | 0:50    |  |
| 6.  | „Code Blue”                       | 1:25    |  |
| 7.  | „Victor's Corndogs”               | 1:33    |  |
| 8.  | „We Must Review My Plan”          | 1:22    |  |
| 9.  | „Adoring Public Desires Me”       | 0:40    |  |
| 10. | „Smurf Portation Crystals”        | 2:01    |  |
| 11. | „Attack on Winslow House”         | 1:36    |  |
| 12. | „Madame Doolittle”                | 0:50    |  |
| 13. | „Paris Opera House”               | 0:34    |  |
| 14. | „Scoping Out the Kitchen”         | 1:00    |  |
| 15. | „Smurfette Escapes”               | 0:51    |  |
| 16. | „Hand Over the Smurfette”         | 1:29    |  |
| 17. | „Portrait of Perfection”          | 1:52    |  |
| 18. | „Smurfette on the Run”            | 0:57    |  |
| 19. | „Gargamel and Azrael in Carriage” | 1:07    |  |
| 20. | „Naughties Crash the Cart”        | 1:03    |  |
| 21. | „Naughties Take Flight”           | 0:31    |  |
| 22. | „He's Not My Father”              | 2:04    |  |
| 23. | „The Napoleon Suite”              | 1:15    |  |
| 24. | „Like Twins”                      | 0:38    |  |
| 25. | „Tiny Magical Wand”               | 2:08    |  |
| 26. | „The Flying V”                    | 0:29    |  |
| 27. | „Papa to Papa”                    | 1:49    |  |
| 28. | „Let's Get Smurfin'”              | 1:02    |  |
| 29. | „They Cannot Live”                | 1:14    |  |
| 30. | „The Formula”                     | 0:46    |  |
| 31. | „Naughties Transformation”        | 1:11    |  |
| 32. | „You Sacrificed Everything”       | 0:44    |  |
| 33. | „The Happiest Moment of My Life”  | 0:50    |  |
| 34. | „Papa and Vanity Find Smurfette”  | 0:45    |  |
| 35. | „Harnessing the Power”            | 0:28    |  |
| 36. | „Life Is the Most Precious”       | 1:20    |  |
| 37. | „I Don't Think So, Gargamel”      | 0:32    |  |
| 38. | „Essence in Paris”                | 1:00    |  |
| 39. | „Is This What Happy Feels Like?”  | 1:34    |  |
| 40. | „No Smurf Left Behind”            | 1:50    |  |
| 41. | „Welcome Home, Smurfette”         | 1:01    |  |